# Glendora (Kalifornija)
Glendora je grad u američkoj saveznoj državi Kalifornija. Prema popisu stanovništva iz 2010. u njemu je živjelo 50.073 stanovnika.